# Jim Ballantine
Jim Ballantine, né le 6 novembre 1967 à Union Lake (en), dans l'État du Michigan aux États-Unis et mort le 4 janvier 2002 dans ce même État, est un joueur professionnel américain de hockey sur glace.

## Carrière en club
En 1991, il commence sa carrière avec l'Ice d'Indianapolis dans la Ligue internationale de hockey.
James « Jim » Ballantine meurt le 4 janvier 2002 dans l'État du Michigan aux États-Unis à l'âge de 34 ans.

## Statistiques
| Saison    | Équipe                   | Ligue |    | Saison régulière | Saison régulière | Saison régulière | Saison régulière | Saison régulière |   | Séries éliminatoires | Séries éliminatoires | Séries éliminatoires | Séries éliminatoires | Séries éliminatoires |
| Saison    | Équipe                   | Ligue | PJ | B                | A                | Pts              | Pun              | PJ               | B | A                    | Pts                  | Pun                  |                      |                      |
| 1986-1987 | Ambassadors de Compuware | NAHL  | -  | -                | -                | -                | -                | -                | - | -                    | -                    | -                    |                      |                      |
| 1987-1988 | Wolverines du Michigan   | CCHA  | 36 | 7                | 6                | 13               | 30               | -                | - | -                    | -                    | -                    |                      |                      |
| 1988-1989 | Wolverines du Michigan   | CCHA  | 37 | 9                | 14               | 23               | 27               | -                | - | -                    | -                    | -                    |                      |                      |
| 1989-1990 | Wolverines du Michigan   | CCHA  | 41 | 6                | 11               | 17               | 8                | -                | - | -                    | -                    | -                    |                      |                      |
| 1990-1991 | Wolverines du Michigan   | CCHA  | 43 | 7                | 11               | 18               | 40               | -                | - | -                    | -                    | -                    |                      |                      |
| 1991-1992 | Ice d'Indianapolis       | LIH   | 2  | 0                | 1                | 1                | 0                | -                | - | -                    | -                    | -                    |                      |                      |
| 1991-1992 | Chill de Columbus        | ECHL  | 61 | 30               | 46               | 76               | 32               | -                | - | -                    | -                    | -                    |                      |                      |
| 1992-1993 | Chill de Columbus        | ECHL  | 62 | 18               | 34               | 52               | 42               | -                | - | -                    | -                    | -                    |                      |                      |
| 1993-1994 | Renegades de Richmond    | ECHL  | 25 | 5                | 3                | 8                | 8                | -                | - | -                    | -                    | -                    |                      |                      |
| 1993-1994 | Freeze de Dallas         | LCH   | 35 | 18               | 8                | 26               | 16               | 7                | 4 | 0                    | 4                    | 6                    |                      |                      |